# Michel Konan Blédou
 (septembre 2015).
Si vous disposez d'ouvrages ou d'articles de référence ou si vous connaissez des sites web de qualité traitant du thème abordé ici, merci de compléter l'article en donnant les références utiles à sa vérifiabilité et en les liant à la section « Notes et références ».
Michel Konan Blédou est un homme politique ivoirien du PDCI-RDA né le 7 décembre 1937 à M'Bahiakro et mort le 23 décembre 2006 à Aulnay-sous-Bois. En 1958, il obtient le baccalauréat technique et économique au lycée Jean Delafosse à Dakar.  De 1958 à 1960, il intègre les classes préparatoires aux concours d’entrée des grandes écoles dans un lycée de Rennes. Il est admis sur la liste nationale des grandes écoles de commerce de France, affecté à l’École supérieure de commerce de Toulouse et à la Faculté des hautes études commerciales de l'Université de Lausanne.
Après ses études supérieures à HEC Lausanne, il épouse en 1966 Véronique Dabelet, avec qui il a dix enfants. En 1964, il travaille à l’Office de soutien de l’habitat économique (OSHE) en tant que secrétaire général. De 1966 à 1975, il devient administrateur de la société ivoirienne de participation économiques, créée par la Société des industries métallurgiques de Côte d’Ivoire (IMCI.sa) pour la fabrication des fers à bétons. Il participe à la création de l’unité de broyage de fèves de cacao de la société API (Agriculture  Products Industries), exportateur de beurre de cacao. En 1974, il crée la Société de gestion financière de l'habitat et en devient son directeur général.  Cette même année il est membre créateur de la SOCIPEC Immobilière SA, pour réaliser l’immeuble Pyramide, symbole d’Abidjan à la télévision (RTI). En 1975, il participe à la création et à l'organisation de la Banque nationale pour l’épargne et le crédit (BNEC).
C'est en 1975 que sa carrière politique commence: il est élu député à l'Assemblée nationale et puis  maire de Bouaké en 1980, et succède ainsi à Djibo Sounkalo. En 1985, il est réélu député et maire de Bouaké et est nommé président de la commission des affaires économiques et financières. En 1990, il laisse sa place de maire à Konan Antoine mais est réélu député et reconduit président de la commission des affaires économiques et financières. De 1990 à 1995, il est vice-président de l'Assemblée paritaire ACP-UE à Bruxelles, représentant de l'Assemblée nationale ivoirienne. En 1995, il est encore élu député à l'Assemblée nationale et devient questeur. De 1995 à 1999, il est administrateur de la SOCIPEC. Avant le coup d'état de décembre 1999, il se rend en france pour des soins. En 2000, absent du pays, il est remplacé par une autre personne à la députation, et met un terme à sa carrière cinq ans plus tard. Il crée entretemps l'organisation Paxvicci (Paix et le soutien aux victimes des conflits en Côte d’Ivoire). Le 23 décembre 2006, Konan Blédou décède en France d'une insuffisance rénale. Il est inhumé a Abidjan au cimetière de Williamsville.